# Listă de secole
Un secol este un interval de timp de o sută de ani (socotit de la unitate până la completarea sutei inclusiv) sau un răstimp de o sută de ani (socotit de la orice dată). Un sinonim al termenului „secol” este „veac”.
| Mileniu    | Secole     | Secole      | Secole        | Secole       | Secole      | Secole     | Secole      | Secole       | Secole      | Secole     |
| ---------- | ---------- | ----------- | ------------- | ------------ | ----------- | ---------- | ----------- | ------------ | ----------- | ---------- |
| IV î.Hr.:  | XXXX î.Hr. | XXXIX î.Hr. | XXXVIII î.Hr. | XXXVII î.Hr. | XXXVI î.Hr. | XXXV î.Hr. | XXXIV î.Hr. | XXXIII î.Hr. | XXXII î.Hr. | XXXI î.Hr. |
| III î.Hr.: | XXX î.Hr.  | XXIX î.Hr.  | XXVIII î.Hr.  | XXVII î.Hr.  | XXVI î.Hr.  | XXV î.Hr.  | XXIV î.Hr.  | XXIII î.Hr.  | XXII î.Hr.  | XXI î.Hr.  |
| II î.Hr.:  | XX î.Hr.   | XIX î.Hr.   | XVIII î.Hr.   | XVII î.Hr.   | XVI î.Hr.   | XV î.Hr.   | XIV î.Hr.   | XIII î.Hr.   | XII î.Hr.   | XI î.Hr.   |
| I î.Hr.:   | X î.Hr.    | IX î.Hr.    | VIII î.Hr.    | VII î.Hr.    | VI î.Hr.    | V î.Hr.    | IV î.Hr.    | III î.Hr.    | II î.Hr.    | I î.Hr.    |
| I:         | I          | II          | III           | IV           | V           | VI         | VII         | VIII         | IX          | X          |
| II:        | XI         | XII         | XIII          | XIV          | XV          | XVI        | XVII        | XVIII        | XIX         | XX         |
| III:       | XXI        | XXII        | XXIII         | XXIV         | XXV         | XXVI       | XXVII       | XXVIII       | XXIX        | XXX        |